# Kabinetttheater

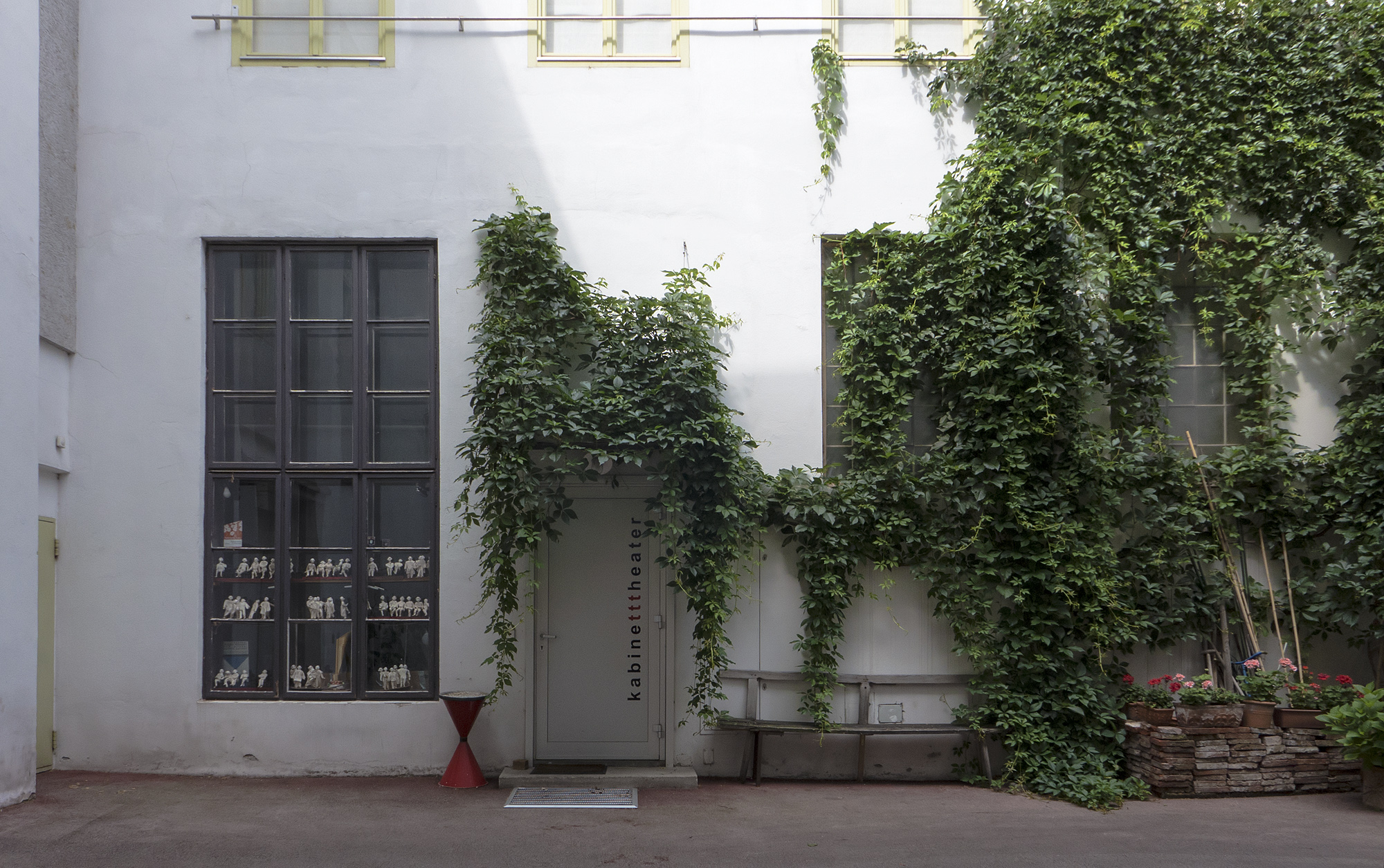
Das Kabinetttheater im Hof des Hauses Porzellangasse 49

Das Kabinetttheater ist ein Figurentheater im 9. Wiener Gemeindebezirk Alsergrund.

## Geschichte
Gegründet wurde das Theater in Graz von Julia Reichert und Christopher Widauer im Jahr 1989. Seit 1996 befindet sich das Kabinetttheater in einem Loft in der Wiener Porzellangasse. Neben den Aufführungen in der festen Spielstätte ist das Ensemble auch für verschiedene nationale und internationale Gastspiele unterwegs.

## Produktionen
Die Produktionen des Kabinetttheaters liefern ein großes Spektrum an Varianten des Figurentheaters. Oftmals werden Puppenspiel, Musikdarbietungen, Sprech- und Erzähltheater verbunden. 
Die jährlich wiederkehrende Inszenierung von Hugo Balls dadaistischem „Krippenspiel. Concert bruitiste, den Evangelientext begleitend“ ist zu einem festen Bestandteil des Kabinetttheaters geworden.
Das Theater ist außerdem für sein Repertoire an Minidramen bekannt, das über 40 Stücke umfasst. Die Inszenierungen dieser kurzen Stücke basieren auf Theatertexten von Dramatikern wie H.C. Artmann, Konrad Bayer, Wolfgang Bauer, Franz Grillparzer oder Daniil Charms. 

## Auszeichnungen
- 2004: Nestroy-Theaterpreis für die beste Off-Produktion